# ららぽーと安城
ららぽーと安城（ららぽーとあんじょう）は、愛知県安城市大東町にあるショッピングセンター（SC）である。三井不動産商業マネジメントが経営する。
愛知県内における三井不動産のららぽーととしては、名古屋市港区にあるららぽーと名古屋みなとアクルス、愛知郡東郷町にあるららぽーと愛知東郷に続き3施設目である。

## 歴史
1996年（平成8年）から2020年（令和2年）まで存在していた商業施設「ザ・モール安城」の跡地に位置する。2023年（令和5年）10月16日に着工し、2025年（令和7年）4月18日に開業した。

## テナント
オープン時点で入居する215店のうち、187店が2024年（令和6年）10月22日に公表されている。西友や無印良品などザ・モール安城に入居していたテナントの再出店も含まれている。また、2025年（令和7年）2月27日に全215店が公表され、県内最大となる1250席のフードコートや46台の遊具を備えた屋上広場、収容人数1,000人以上の屋内スタジアムコート「SAISONスタジアム」（三井不動産の提携カードを発行しているクレディセゾンが命名権を取得。他に西友・無印良品・ロフトといった旧セゾングループのテナントも入居しているが、それらとは関係がない）の設置なども同時に発表された。

### 映画館
株式会社コロナワールドが運営する映画館（シネマコンプレックス）のシネマワールドららぽーと安城が入っている。なお、株式会社コロナワールドは安城市内で安城コロナシネマワールドを1995年から運営していたが、シネマワールドららぽーと安城の開館後も安城コロナシネマワールドの運営を継続している。
| No.          | 座席数 | 備考                |
| ------------ | ------ | ------------------- |
| スクリーン1  | 260席  | IMAXレーザー        |
| スクリーン2  | 132席  |                     |
| スクリーン3  | 174席  |                     |
| スクリーン4  | 191席  | Dolby Atmos         |
| スクリーン5  | 282席  | JBL PREMIUM THEATER |
| スクリーン6  | 173席  |                     |
| スクリーン7  | 68席   |                     |
| スクリーン8  | 68席   |                     |
| スクリーン9  | 68席   |                     |
| スクリーン10 | 84席   |                     |

## 商圏
西三河や名古屋市南東部など、車で30分圏内に住む約100万人が商圏人口になる見通しである。近隣市町にはイオンモール各店のほか、ヴェルサウォーク西尾（西尾市）、アピタパワー大府（大府市）など競合するSCが複数ある。

## 交通アクセス

### 自動車
- 愛知県道76号豊田安城線、愛知県道47号岡崎半田線に隣接[5]。

### 鉄道
- JR東海東海道本線安城駅より徒歩約10分[4]。
- 名古屋鉄道西尾線北安城駅より徒歩約14分[4]。

### バス
- あんくるバス（西部線/作野線）「ららぽーと安城」バス停（敷地内）
- 名鉄バス（名鉄新安城駅～池浦/安城更生病院～ＪＲ安城駅）「中部小学校」バス停（徒歩約5分）